# Paspalum ramboi
Paspalum ramboi är en gräsart som beskrevs av I.L.Barreto. Paspalum ramboi ingår i släktet tvillinghirser, och familjen gräs. Inga underarter finns listade i Catalogue of Life.